# Symmachia xypete
Espèce
Symmachia xypete est un insecte lépidoptère appartenant à la famille  des Riodinidae et au genre Symmachia.

## Taxonomie
Symmachia xypete a été décrit par William Chapman Hewitson en 1870 sous le nom de Mesene xypete.
Synonyme : Cricosoma xypete ; Godman & Salvin, [1886].

### Nom vernaculaire
Symmachia xypete se nomme Tiger-striped Metalmark en anglais

## Description
Symmachia xypete est un petit papillon (d'une envergure autour de 23 mm) à l'apex des ailes antérieures et l'angle anal des ailes postérieures pointus, à frange marron. Le dessus est orange à rouge ornementé de marron foncé. Les ailes antérieures comportent une marge marron, une ligne submarginale de traits et des traits marron débutant le long du bord costal et ne dépassant pas la cellule. Les ailes postérieures sont orange à rouge avec une marge marron et une ligne submarginale de traits marron.
Le revers est jaune clair ou orangé avec la même ornementation.

### Chenille
La chenille est blanc nacré de rose avec de longs poils blancs.

## Biologie

### Plantes hôtes
Myrcia splendens est plante hôte de sa chenille au Costa Rica.

## Écologie et distribution
Symmachia xypete est présent au Nicaragua, au Costa Rica et à Panama,.

### Protection
Pas de statut de protection particulier.